# Hesperia (Míchigan)
Hesperia es una villa ubicada en el condado de Oceana y condado de Newaygo en el estado estadounidense de Míchigan. En el Censo de 2010 tenía una población de 954 habitantes y una densidad poblacional de 430,81 personas por km².

## Geografía
Hesperia se encuentra ubicada en las coordenadas 43°34′10″N 86°2′27″O / 43.56944, -86.04083. Según la Oficina del Censo de los Estados Unidos, Hesperia tiene una superficie total de 2.21 km², de la cual 2.04 km² corresponden a tierra firme y (7.95%) 0.18 km² es agua.

## Demografía
Según el censo de 2010, había 954 personas residiendo en Hesperia. La densidad de población era de 430,81 hab./km². De los 954 habitantes, Hesperia estaba compuesto por el 92.24% blancos, el 0% eran afroamericanos, el 1.36% eran amerindios, el 0.1% eran asiáticos, el 0% eran isleños del Pacífico, el 2.73% eran de otras razas y el 3.56% pertenecían a dos o más razas. Del total de la población el 8.07% eran hispanos o latinos de cualquier raza.